# Parq Ne'ot Qedumim
Parq Ne'ot Qedumim (hebreiska: Parq Ne’ot Qedumim, פארק נאות קדומים, Park Ne’ot Kedumim) är en park i Israel.   Den ligger i distriktet Centrala distriktet, i den norra delen av landet. Parq Ne'ot Qedumim ligger 187 meter över havet.
Terrängen runt Parq Ne'ot Qedumim är platt åt sydväst, men åt nordost är den kuperad. Terrängen runt Parq Ne'ot Qedumim sluttar brant västerut.Runt Parq Ne'ot Qedumim är det tätbefolkat, med 411 invånare per kvadratkilometer. Närmaste större samhälle är Modiin, 6,2 km sydost om Parq Ne'ot Qedumim. Trakten runt Parq Ne'ot Qedumim består till största delen av jordbruksmark.